# Chorin Ferenc (üzletember)
Chorin Ferenc (Budapest, 1879. március 3. – New York, 1964. november 5.) gyár- és bányatulajdonos, idősebb Chorin Ferenc fia, a Horthy-rendszer egyik legismertebb és legbefolyásosabb üzletembere volt. Sokat tett Trianon után az ország iparának stabilizálásáért.

## Családja és származása
Jómódú, zsidó-magyar család gyermekeként született. Apja dr. Chorin Ferenc (1842–1925) jogász, politikus, üzletember, a magyar főrendiház tagja, országgyűlési képviselő, a Magyar Gyáriparosok Országos Szövetségének elnöke, a Magyar Nemzeti Bank főtanácsosa, anyja Russ Amália (1859–1921). Dédapja Chorin Áron a hírneves aradi főrabbi.

### Házassága és leszármazottjai
1919-ben kikeresztelkedett a római katolikus keresztény vallásra. 1921. szeptember 21-én Budapesten, feleségül vette báró csepeli Weiss Margit "Daisy" (Budapest, 1895. április 17.–New York, 1988.) kisasszonyt, akinek a szülei a nagyiparos báró csepeli Weiss Manfréd (1857–1922) és Wahl Alice (1865–1904) voltak. E friggyel példa nélküli ipari és  banktőke-koncentráció jött létre.

## Élete és munkássága
Tanulmányait Budapesten és Berlinben végezte. 1901-ben jogi doktori, 1904-ben ügyvédi végzettséget szerzett. 1918-ban felfüggesztette az ügyvédi pályáját és kinevezték a Salgótarjáni Kőszénbánya Rt. vezérigazgatójává, édesapja 1925-ben bekövetkezett halála után pedig a vállalat elnöke lett. 
1925-ben megválasztották a Gyáriparosok Országos Szövetségének alelnökévé, 1928-tól 1942-ig pedig az elnöki tisztséget látta el. 1925-ben ő alapította meg a Munkaadó Központot, melynek első elnöki pozícióját is ő látta el. 1927-ben a felsőház tagja lett. Tanácsait gyakran kikérték a legfelsőbb kormányzati körökben. Minden befolyását latba vetette az angolszász orientáció mellett, illetőleg a fenyegető náci veszéllyel szemben. Szoros kapcsolatban állt Bethlen Istvánnal, Horthy Jenővel, a kormányzó öccsével csakúgy, mint mértékadó katolikus egyházi személyiségekkel. 
Fölismerte a sajtó jelentőségét. Pénzügyileg támogatta az 1938-ban megalapított Magyar Nemzetet, a GYOSZ révén pedig anyagi forrásokhoz juttatta a Világ című napilapot, valamint – az édesapja példáját követve – a Nyugatot. 
Az 1944 márciusában bekövetkező német megszállás után vagyonát kénytelen volt átadni a németeknek, s ennek fejében a Gestapo közreműködésével elhagyhatta Magyarországot. 
Amint a háború befejeződött, haza akart térni Magyarországra, ám a  fokozatos kommunista hatalomátvétel ezt megakadályozta. A nagyiparost  nemcsak a szélsőjobb, a szélsőbal is gyűlölte, mint „kizsákmányoló  kapitalistát”. Bíróság elé is akarták állítani, ám ettől a szándékuktól a későbbiekben elálltak. Magyarországon maradt javait viszont elkobozták. A Weiss  Manfréd Művekre a nácik után a kommunisták tették rá a kezüket, és az államosított gyárkomplexumot Rákosi Mátyásról, a párt és az ország első számú vezetőjéről nevezték el.    

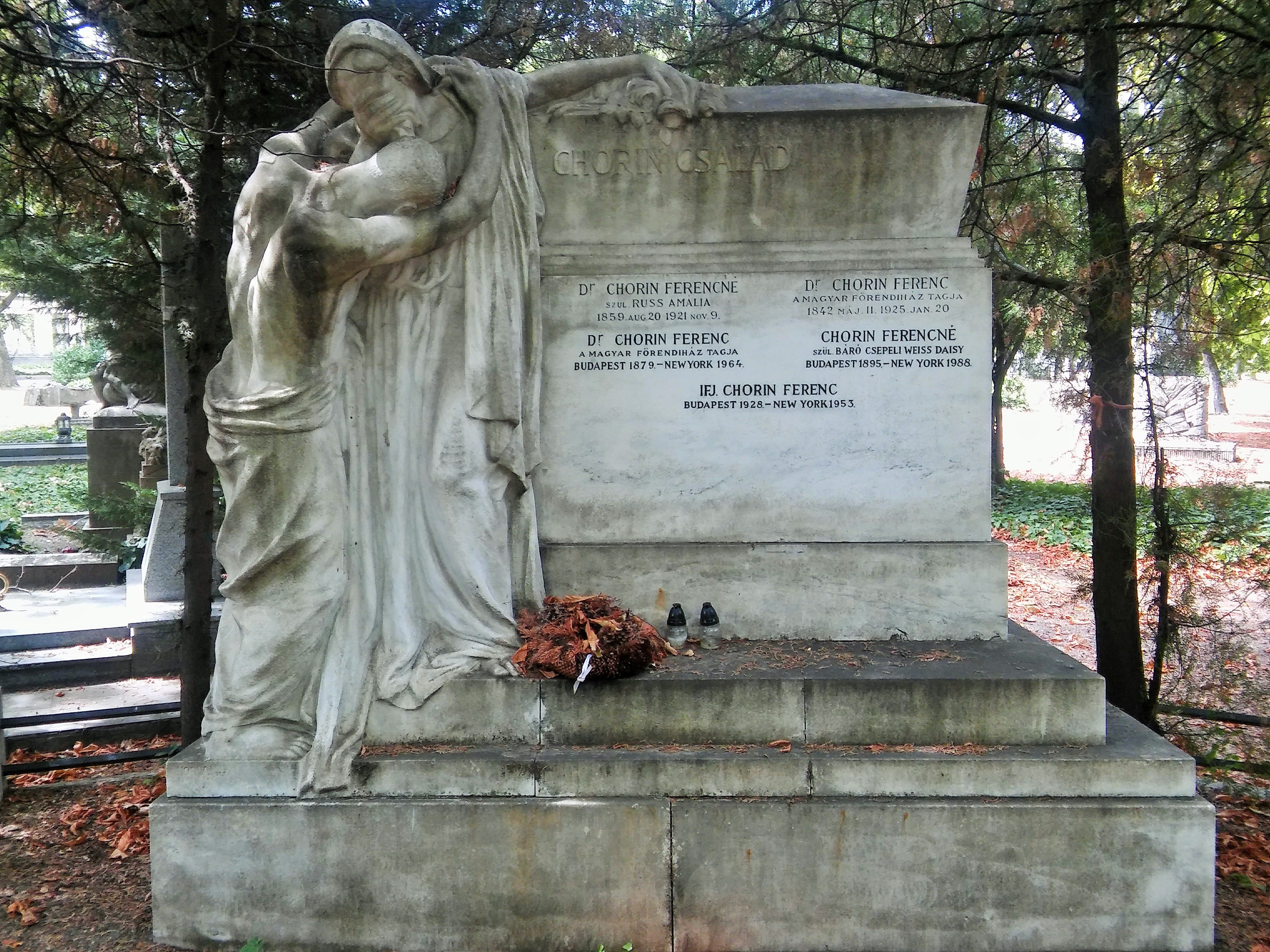
A Chorin-család sírja a Kerepesi temetőben

A második világháború után anyagilag segítette a Portugáliában élő, hatalmát és egzisztenciáját vesztett Horthy Miklós kormányzót. 1947-ben New Yorkban telepedett le, ahol számos üzleti vállalkozást alapított, emellett a Magyar Nemzeti Bizottmány társelnöki pozícióját is ellátta. Otthona az emigráció egyik központja volt. 
1964. november 5-én hunyt el New Yorkban. Végakaratához híven hamvait hazaszállították Magyarországra, és a Kerepesi temetőben, a családi sírboltban temették el.

## Horthyhoz fűződő kapcsolata
A jómódú zsidóság Horthyhoz fűződő barátságát egyesek, többek között Karsai László történész, vitatják és szerintük csak érdekkapcsolat volt köztük és a kormányzó között. Czettler Antal történész szerint azonban Karsai véleménye korszerűtlen és a marxista magyar történetírást idézi fel. Mindenesetre az a tény, hogy Chorin és Horthy között a portugáliai támogatás ideje alatt már nyilvánvalóan nem állt fenn érdekkapcsolat, mégis a barátságukra enged következtetni.

## Emlékezete
A Salgótarjáni Bányamúzeum falán (Zemlinszki Rezső utca 1.) idősebb és ifjabb Chorin Ferencnek 1998-ban emléktáblát állítottak. Felirata:" A gazdasági életben jelentős szerepet játszó, a Salgótarjáni Kőszénbánya Rt. igazgatósági elnökei emlékére."
A Magyar Történelmi Arcképcsarnok című ismeretterjesztő sorozatban Chorin Ferenc életéről és munkásságáról is készítettek egy kisfilmet. (2001)